# Jon Ander López
Jon Ander López Maquiera (Baracaldo, Vizcaya, 6 de septiembre de 1976 - Sestao, Vizcaya, 6 de enero de 2013) fue un futbolista español, que ocupaba la posición de guardameta.

## Trayectoria
Comienza su carrera deportiva en el filial Racing de Santander, aquí juega en la campaña del 1995/96. Al finalizar, se va al CD Basconia (antes de ser filial del Athletic Club), y en el 1997/98 recala en el Barakaldo CF.
En 1998 ficha por la SD Eibar, de Segunda división. En esta temporada disputa 14 encuentros, pero en la siguiente es titular en 30 partidos. En el 2000 ficha por el Real Valladolid. En enero de 2002 es cedido al Levante UD, después de no jugar con el club blanquivioleta.
En la temporada 2004/05 juega en la UD Salamanca de Segunda División. A partir de ese momento su carrera deportiva merma para fichar por equipos de inferior categoría como el Real Jaén (2005), Écija Balompié (2006) o Lucena CF (2006/07). En marzo de 2007 se incorpora a la presidencia del equipo lucentino, acompañado por inversores locales. Al año siguiente los problemas económicos afectan al equipo.
El 6 de enero de 2013 muere a causa de un infarto.